# 盧俊文
盧俊文（英語：Oscar Lo Chun-man，1999年—），大專政改關注組成員，其畢業於香港理工大學，乳名「Peter仔」。

## 模擬「政改奸人組」
在2015年4月中，盧俊文聯同陳曉陽和文員劉逸龍，組成「政改奸人組」（「政改三人組」諧音），分別飾演為「行騙月娥」（前政務司司長、前行政長官之林鄭月娥諧音）、「殘廁源」（前政制及內地事務局局長譚志源諧音）和「強國猿」（前律政司司長袁國強諧音及倒寫）角色，來去諷刺當時高官親自裝成民意落區，甚至利用假普選方案，而他們上午8時正便開始化妝工作，不過他們坦言過程非常辛苦。
|                      | 主席你哋貴黨話就話係民主建港，實質就係獨裁禍港，阿爺吹雞，即刻跪低...你哋成日都話： 啲人話我好打得，其實我邊打得，我叫啲差佬嚟打人咋嘛，你睇吓，嗰七個黑警幾撚勇武呀… |
| ——「行騙月娥」陳曉陽 | |

书面语译文：主席你们贵党说就说民主建港，实质就是独裁祸港。阿爷吹鸡，立刻跪低...你们成天都说：人们说我“好打得”，其实我哪里“好打得”，我叫点差佬来打人而已嘛，你看下，那七个屌黑警多勇武呀…
|                                  | 嗱，你講粗口，我已講過，講粗口視之為行為不檢，我現在請工作人員帶陳曉陽先生出去。 |
| ——前立法會議員及民建聯成員譚耀宗 |                                                                                  |

2015年5月16日，立法會2017年行政長官產生辦法方案小組委員會會議有關《行政長官普選辦法公眾諮詢報告及方案》，盧俊文在會議內因為粗言穢語，而遭前立法會議員及民建聯成員譚耀宗驅逐離場。